# 大学站 (迈阿密)
大学站（英語：University station）是美国佛羅里達州邁阿密-戴德縣科勒尔盖布尔斯的一座邁阿密地鐵车站，由邁阿密-戴德公共交通局（MDT）运营管理。车站具体位置位於南迪克西公路（US 1）和庞塞·德莱昂大道的交界處，毗邻的迈阿密大学科勒尔盖布尔斯本部校舍。。大学站於1984年5月20日正式啟用，是迈阿密地铁第一阶段首批建成启用的车站之一。大学站的建筑布局形式为高架车站，车站设有两条股道及一个岛式站台，并设有超过400个停车位的地面停车场。

## 车站结构
| P 站台层 | 南行方向                   | ▉ 迈阿密地铁绿线，往达德兰南方向（南迈阿密） · ▉ 迈阿密地铁橙线，往达德兰南方向（南迈阿密）                |
| P 站台层 | 岛式站台，左边车门将会开启 | |
| P 站台层 | 北行方向                   | ← ▉ 迈阿密地铁绿线，往帕尔梅托方向 （道格拉斯路） · ← ▉ 迈阿密地铁橙线，往迈阿密国际机场方向（道格拉斯路） |
| G 地面层 | 站厅                       | 出入口、巴士站、停车场                                                                                     |

## 外部連結
- Miami-Dade County: Metrorail Stations （页面存档备份，存于）